# Es geschah in einer Nacht
Es geschah in einer Nacht (Originaltitel: It Happened One Night) ist eine US-amerikanische Screwball-Komödie des Regisseurs Frank Capra aus dem Jahr 1934. Das Drehbuch entstand auf der Grundlage der Kurzgeschichte Night Bus von Samuel Hopkins Adams. Mit dieser Produktion gewann erstmals ein Film Oscars in den fünf wichtigsten Kategorien.

## Handlung
Die verwöhnte Bankierstochter Ellen "Ellie" Andrews befindet sich im Streit mit ihrem schwerreichen Vater, der ihre kürzlich geschlossene Ehe mit dem windigen Lebemann King Westley auflösen lassen will. Vater Andrews sperrt Ellen auf seiner Yacht in Florida ein, doch sie kann entkommen und will nun per Bus zu ihrem Ehemann King Westley nach New York City reisen. Unterwegs lernt sie den arbeitslosen Zeitungsreporter Peter Warne kennen, der Ellen erkennt und sogleich die Chance wittert, die neue Bekanntschaft für seine beruflichen Zwecke zu nutzen. Ellie, die nach einem Diebstahl ohne Geld und Kleidung dasteht, willigt ein, Peter exklusiv einen laufenden Bericht über ihre Flucht zu geben, wenn er ihr bei der Flucht nach New York hilft. Während der Fahrt mit einfachen Menschen im Bus lernt Ellie auch die Not in der Great Depression kennen.
Ellens Vater versucht inzwischen, mithilfe von Privatdetektiven, Zeitungsanzeigen und Geldbelohnungen seine Tochter aufzustöbern. Als Oscar Shapeley, ein aufdringlicher Busreisender, Ellen erkennt und die Belohnung einstreichen will, müssen sie und Peter sich weiter per Anhalter durchschlagen. Ellen benutzt dabei ihre attraktiven Beine, um die Autofahrer zum Anhalten zu bringen. Ein Autofahrer versucht, Ellens Koffer zu stehlen, doch Peter kann ihn davon abhalten und nimmt das Auto des Diebes. 
Nach anfänglicher Abneigung kommen Ellen und Peter einander immer näher. Kurz vor Ende der Reise gesteht Ellie Peter ihre Liebe, der zunächst auf Grund ihrer Ehe mit Westley zögert. In der folgenden Nacht fährt er jedoch nach New York, um Vorkehrungen für eine gemeinsame Zukunft zu treffen. Als Ellie bemerkt, dass Peter verschwunden ist, nimmt sie irrtümlich an, er habe sie verlassen, und kehrt zu ihrem inzwischen nachgiebigen Vater zurück. Gemeinsam mit ihm plant sie die kirchliche Hochzeit mit Westley.
Sowohl Ellie als auch Peter können jedoch einander nicht vergessen. Als Peter am Hochzeitstag bei Mr. Andrews erscheint, bietet dieser ihm die versprochene Belohnung für seine Tochter in Höhe von 10.000 US-Dollar – Peter will diese allerdings nicht und verlangt nur 39,60 Dollar, die Ellen ihm noch von der Reise schuldet. Mr. Andrews zeigt sich von dem fehlenden Interesse an der Belohnung beeindruckt und sorgt dafür, dass Ellen von der Hochzeitszeremonie zu Peter fliehen kann. Ihr Vater zahlt Westley eine Abfindung und lässt die Ehe nun doch annullieren, so dass Ellie und Peter heiraten können.

## Hintergrund
Die Probleme bei der Besetzung für den Film waren legendär. Die weibliche Hauptrolle wurde von Margaret Sullavan, Constance Bennett, Miriam Hopkins und Carole Lombard abgelehnt. Angeblich wurde auch versucht, die junge Bette Davis zu gewinnen. Claudette Colbert nahm die Rolle nur an, weil man ihr das Doppelte ihrer üblichen Gage bei Paramount und eine Drehzeit von maximal vier Wochen zusicherte. Ähnlich schwierig war es, den männlichen Part zu besetzen. Robert Montgomery, die erste Wahl, lehnte dankend ab. Angeblich soll Clark Gable von Louis B. Mayer persönlich dazu gezwungen worden sein, die Rolle anzunehmen. Damit sollte, so die Gerüchte, Gable für sein aufsässiges Verhalten bei MGM bestraft werden.
Den größten Karriereschub brachte der Film jedoch Claudette Colbert, die bei Paramount bisher eher als Darstellerin dramatischer Frauenschicksale in Erscheinung getreten war. Gemeinsam mit ihrem anderen Hit des Jahres, Imitation of Life, den sie bei der Universal drehte, stieg sie rasch zu den weiblichen Topstars in Hollywood auf. Die nachfolgenden Filme wie She Married Her Boss, Oberarzt Dr. Monet, für den Colbert eine weitere Nominierung als beste Hauptdarstellerin erhielt, sowie The Gilded Lily konsolidierten ihren Status.

## Nachwirkung
Frank Capras Film gilt als erstes herausragendes und stilprägendes Beispiel der Screwball-Comedy der 1930er und 1940er Jahre. Er besticht durch hohes Tempo sowie durch seine geistreichen und pointierten Wortwechsel, nicht zuletzt aber auch durch männliche und weibliche Protagonisten, die sich auf Augenhöhe begegnen, ein Element, das für das Genre der Screwball-Filmkomödien von besonderer Bedeutung ist.
Nach bislang unveröffentlichten Memoiren des Looney-Tunes-Cartoonisten Friz Freleng sind Charakterelemente der Zeichentrickfigur Bugs Bunny auf Einflüsse aus diesem Film zurückzuführen: zum einen auf die Rollenausprägung des Oscar Shapeley; zum anderen habe für die Art und Weise, wie der bekannte Zeichentrickhase Karotten zu verspeisen pflegt, Clark Gable in Es geschah in einer Nacht das Vorbild geliefert.

## Synchronisation
Die deutsche Erstaufführung fand am 15. Oktober 1935 in Berlin statt, wo er zunächst nur mit Untertiteln gezeigt wurde. Der Film war schließlich so erfolgreich, dass man eine deutsche Synchronfassung herstellte, die ab Anfang Dezember eingesetzt wurde. Für Clark Gable sprach Siegfried Schürenberg, Til Klokow lieh Claudette Colbert ihre Stimme. Vor einigen Jahren wurde diese Fassung wiederentdeckt und im Zeughauskino des Deutschen Historischen Museums in Berlin präsentiert. Im Jahr 1979 entstand für eine Fernsehausstrahlung eine neue Synchronfassung bei der Bavaria Film.
| Rolle                         | Darsteller        | Synchronsprecher 1935 | Synchronsprecher 1979 |
| ----------------------------- | ----------------- | --------------------- | --------------------- |
| Peter Warne                   | Clark Gable       | Siegfried Schürenberg | Norbert Langer        |
| Ellie Andrews                 | Claudette Colbert | Til Klokow            | Renate Küster         |
| Alexander Andrews             | Walter Connolly   | Alfred Haase          | Alf Marholm           |
| Oscar Shapeley                | Roscoe Karns      | Bruno Fritz           | Manfred Schott        |
| Danker, stehlender Autofahrer | Alan Hale senior  | Paul Klinger          | Wolfgang Hess         |
| King Westley                  | Jameson Thomas    | Herbert Gernot        |                       |
| Joe Gordon, Chefredakteur     | Charles C. Wilson | Hanns Eggerth         |                       |
| Agnes, Gordons Sekretärin     | Bess Flowers      | Lilli Schoenborn      |                       |
| Busfahrer                     | Ward Bond         | Erich Dunskus         |                       |
| Bahnschrankenwärter           | Harry Todd        | Erich Dunskus         |                       |
| Zeitungsreporter              | Hal Price         |                       | Erich Ebert           |

## Kritiken
In der New York Times schrieb Mordaunt Hall 1934, dass Es geschah in einer Nacht ein guter Spielfilm sei, der mit fiebrigen Stunts, mit glänzendem Dialog und einer ausgewogenen Anzahl von relativ verhaltenen Szenen gesegnet sei. Das Branchenblatt Variety stellte fest, dass „die Geschichte […] den nicht konkret bestimmbaren Reiz“ habe, „der aus einer ausgewogenen Mischung verschiedener Zutaten“ entstehe. Der Film sei „schwer zu analysieren, unmöglich […] zu reproduzieren“ und „einfach ein glücklicher Zufall“.
Der Film-Kurier titelte am Tag nach der deutschen Erstaufführung: „Triumph amerikanischer Lustspieltechnik“. Joseph Goebbels war der Auffassung, man könne von diesem Film viel lernen; im Vergleich dazu seien deutsche Komödien wie Leichte Kavallerie oft unnatürlich und „zum Sterben langweilig“ (Tagebuch 17. Oktober 1935).
Tatsächlich jedoch hatte Hollywood auch von Deutschland gelernt – nämlich von Ernst Lubitsch, wie Friedrich Porges in seiner Kritik vom 19. Januar 1936 in Der Wiener Tag unterstreicht: „Es ist wieder ein graziöses, geistreiches, von einem Humor tieferer Bedeutung getragenes Lustspiel, das Hollywood […] als ein willkommenes Präsent all jenen darbietet, die längst zu begeisterten Anhängern dieser Art von Import aus Amerika geworden sind. Von den seinerzeit in Europa wirkenden Regisseuren war Lubitsch der einzige, der so duftige Filmspiele zu schaffen vermochte, und er hat den Stil dafür ursprünglich in Kalifornien eingeführt. Seither entstehen wiederholt diese köstlichen Filme, deren Reiz allerdings nicht allein von der Inszenierung ausgeht, sondern vor allem auch von der Manier, in der sie von vollendeten Künstlern gespielt werden, mit einer Selbstverständlichkeit, die auch die leiseste Spur von professionellem ‚Komödie-Spielen‘ verwischt. […] Der Regisseur Frank Capra hat bei Lubitsch viel gelernt, aber auch manches aus eigenem hinzugegeben und an einen Film gewendet, der allen zusagen muß!“
Das Lexikon des internationalen Films urteilte Jahrzehnte später: „Glänzend gespielt und inszeniert, vermag die mit geistreicher gesellschaftskritischer Ironie durchsetzte und erfrischende Hollywood-Komödie auch heute noch ausgezeichnet zu unterhalten.“ Auch Cinema beschreibt Capras Film als „immer noch bezaubernde Komödie“. Diese sei ein „Meisterstück mit zeitlos geistreichen Dialogen“.
Es geschah in einer Nacht behält bis in die Gegenwart den Status eines Filmklassikers. Bei dem amerikanischen Kritikerportal Rotten Tomatoes besitzt der Film basierend auf 113 Kritiken eine positive Wertung von 98 % (Stand August 2025), der Kritikerkonsens lautet: „Mit seinen Stars und seinem Regisseur in Höchstform bleibt Es geschah in einer Nacht unübertroffen unter den unzähligen romantischen Komödien, die es inspiriert hat.“

## Auszeichnungen
Es geschah in einer Nacht war 1935 der erste Film, der Oscars in den fünf wichtigsten Kategorien, den Big Five – Bester Film, Beste Regie, Bestes Drehbuch, Bester Hauptdarsteller (Clark Gable) und Beste Hauptdarstellerin (Claudette Colbert) –, gewann. Seither ist dies nur noch Einer flog über das Kuckucksnest (1975) und Das Schweigen der Lämmer (1991) gelungen. Bereits 1934 wurde der Film mit dem Preis des National Board of Review in der Kategorie Bester Film ausgezeichnet und war für den Coppa Mussolini, den Hauptpreis der Filmfestspiele von Venedig, als Bester Film nominiert.
1993 wurde Es geschah in einer Nacht in das National Film Registry aufgenommen. Das American Film Institute wählte den Film 1998 bzw. 2007 in mehrere Listen: Liste der 100 besten amerikanischen Filme aller Zeiten (Ausgabe 1998: Platz 35; Ausgabe 2007: Platz 46), Liste der 100 witzigsten amerikanischen Filmkomödien aller Zeiten (Platz 8) und Liste der 100 besten amerikanischen Liebesfilme aller Zeiten (Platz 38).